# Christopher Rouse (monteur)
Pour les articles homonymes, voir Christopher Rouse et Rouse.
Christopher Rouse est un monteur et scénariste de cinéma et télévision américain né le 28 novembre 1958 à Los Angeles. Il a collaboré à plusieurs reprises avec le réalisateur britannique Paul Greengrass.

## Biographie
Christopher Russell Rouse nait à Los Angeles le 28 novembre 1958 . Il est le fils du réalisateur et producteur Russell Rouse et de l'actrice Beverly Michaels.
Il commence sa carrière en étant monteur assistant sur plusieurs films A Force of One (1979) puis Lookin' to Get Out ou encore Golden Child : L'Enfant sacré du Tibet dans les années 1980. Son premier film en tant que monteur principal est La Maison des otages de Michael Cimino, sorti en 1990.
En 2001, il est nommé aux Primetime Emmy Awards pour le montage de la mini-série télévisée Anne Frank: The Whole Story. Après avoir été assistant monteur pour La Mémoire dans la peau (2002), il réalise le montage de sa suite, La Mort dans la peau, sortie en 2004 et réalisée par Paul Greengrass. Il retrouvera ce dernier à plusieurs reprises (Vol 93, La Vengeance dans la peau, Green Zone, Capitaine Phillips).
En 2008, il reçoit l'Oscar du meilleur montage pour La Vengeance dans la peau, troisième volet de la saga Jason Bourne. Quelques années plus tard, il participera même au scénario du 5e opus, Jason Bourne, coécrit avec Paul Greengrass et Matt Damon.

## Filmographie
Sauf indication contraire, les informations mentionnées dans cette section peuvent être confirmées par la base de données cinématographiques IMDb,  présente dans la section « Liens externes ».

### Monteur

#### Cinéma
- 1979 : A Force of One de Paul Aaron (monteur apprenti)
- 1982 : Lookin' to Get Out de Hal Ashby (assistant)
- 1984 : Windy City d'Armyan Bernstein (monteur additionnel)
- 1986 : Golden Child : L'Enfant sacré du Tibet (The Golden Child) de Michael Ritchie (assistant)
- 1988 : Nico (Above the Law) d'Andrew Davis (assistant)
- 1988 : Touche pas à ma fille (She's Out of Control) de Stan Dragoti (1er assistant-monteur)
- 1990 : La Maison des otages (Desperate Hours) de Michael Cimino
- 1992 : Coupable (Past Midnight) de Jan Eliasberg
- 1994 : Dangerous Touch de Lou Diamond Phillips
- 1994 : Teresa's Tattoo de Julie Cypher
- 1995 : Nothing Personal de Thaddeus O'Sullivan
- 1997 : Dead Men Can't Dance de Stephen Milburn Anderson et Hubert de La Bouillerie
- 2002 : La Mémoire dans la peau (The Bourne Identity) de Doug Liman (monteur additionnel)
- 2003 : Braquage à l'italienne (The Italian Job) de F. Gary Gray
- 2003 : Paycheck de John Woo
- 2004 : La Mort dans la peau (The Bourne Supremacy) de Paul Greengrass
- 2005 : Be Cool de F. Gary Gray (monteur additionnel)
- 2006 : Antartica, prisonniers du froid (Eight Below) de Frank Marshall
- 2006 : Vol 93 (United 93) de Paul Greengrass
- 2007 : La Vengeance dans la peau (The Bourne Ultimatum) de Paul Greengrass
- 2010 : Green Zone de Paul Greengrass
- 2010 : The Town de Ben Affleck (monteur additionnel)
- 2011 : Green Lantern de Martin Campbell (monteur additionnel)
- 2013 : Capitaine Phillips (Captain Phillips) de Paul Greengrass
- 2016 : Jason Bourne de Paul Greengrass
- 2022 : The Gray Man d'Anthony et Joe Russo
- prochainement : Animals de Ben Affleck

#### Télévision

##### Séries télévisées
- 1998 : De la Terre à la Lune (From the Earth to the Moon) (mini-série documentaire) - 4 épisodes
- 1999 : Aftershock : Tremblement de terre à New York (Aftershock: Earthquake in New York) (mini-série) de Mikael Salomon
- 2001 : Anne Frank (Anne Frank: The Whole Story) (mini-série) de Robert Dornhelm
- 2002 : Boomtown - 2 épisodes

##### Téléfilms
- 1994 : Abus de pouvoir (Breach of Conduct) de Tim Matheson
- 1995 : The Wharf Rat de Jimmy Huston
- 1995 : La mort en jeu (Tails You Live, Heads You're Dead) de Tim Matheson
- 2000 : Le Secret du vol 353 (Sole Survivor) de Mikael Salomon
- 2001 : Affaires de femmes (A Girl Thing) de Lee Rose
- 2002 : The Pennsylvania Miners' Story de David Frankel

### Producteur
- 2010 : Green Zone de Paul Greengrass (coproducteur)
- 2013 : Capitaine Phillips (Captain Phillips) de Paul Greengrass (coproducteur)
- 2016 : Jason Bourne de Paul Greengrass (producteur délégué)

### Scénariste
- 2016 : Jason Bourne de Paul Greengrass (coécrit avec Paul Greengrass et Matt Damon)

### Acteur
- 1994 : Madonna: Innocence Lost (téléfilm) de Bradford May : un chanteur de doo-wop
- 2001 : L'amour n'a pas de couleur (Ruby's Bucket of Blood) (téléfilm) de Peter Werner : Sugar Kings

## Distinctions
Source : Internet Movie Database

### Récompenses
- BAFTA 2007 : meilleur montage pour Vol 93
- Oscars 2008 : meilleur montage pour La Vengeance dans la peau
- American Cinema Editors Awards 2008 : meilleur montage d'un film dramatique pour La Vengeance dans la peau
- BAFTA 2008 : meilleur montage pour La Vengeance dans la peau
- American Cinema Editors Awards 2014 : meilleur montage d'un film dramatique pour Capitaine Phillips

### Nominations
- Primetime Emmy Awards 2001 : meilleur montage d'une mini-série, film ou programme spécial pour Anne Frank: The Whole Story
- Oscars 2007 : meilleur montage pour Vol 93
- American Cinema Editors Awards 2007 : meilleur montage d'un film dramatique pour Vol 93
- Satellite Awards 2007 : meilleur montage pour La Vengeance dans la peau
- EDA Awards 2013 : meilleur montage pour Capitaine Phillips
- Oscars 2014 : meilleur montage pour Capitaine Phillips
- BAFTA 2014 : meilleur montage pour Capitaine Phillips